# Las Águilas Colonia
Las Águilas Colonia är en ort i Mexiko.   Den ligger i kommunen Tepeyanco och delstaten Tlaxcala, i den sydöstra delen av landet, 100 km öster om huvudstaden Mexico City. Las Águilas Colonia ligger 2 300 meter över havet och antalet invånare är 288.
Terrängen runt Las Águilas Colonia är platt åt nordväst, men åt sydost är den kuperad. Terrängen runt Las Águilas Colonia sluttar västerut. Runt Las Águilas Colonia är det mycket tätbefolkat, med 1 463 invånare per kvadratkilometer. Närmaste större samhälle är Tlaxcala de Xicohtencatl, 8,1 km norr om Las Águilas Colonia. Trakten runt Las Águilas Colonia består till största delen av jordbruksmark.